# În culisele muzeului
În culisele muzeului este primul roman al scriitoarei britanice Kate Atkinson. Acesta prezintă viața lui Ruby Lennox, o fată provenind dintr-o familie de clasă mijlocie din York, Anglia.
Romanul intersectează povestea vieții lui Ruby cu flashback-uri, astfel făcând referință la șase generații de femei, începând de la străbunica lui Ruby și până la mama fetei. Viața lui Ruby este povestită la persoana I, în 13 capitole, iar între fiecare capitol este introdus câte un flashback.

## Personaje principale
- Alice, străbunica lui Ruby
- Nell, bunica lui Ruby
- Lillian, sora lui Nell
- Bunty, fiica lui Nell și mama lui Ruby
- George, tatăl lui Ruby
- Ruby, fiica lui Bunty și naratoare
- Patricia, sora mai mare a lui Ruby
- Gillian, sora mai mare a lui Ruby

## Sinopsis
Romanul începe în momentul concepției lui Ruby Lennox, urmărind mai apoi viața acesteia și a familiei sale, din 1951 și până în 1992. Viața lui Ruby este relatată la persoana I, la timpul prezent. O serie de flashback-uri oferă secvențe din viețile generațiilor trecute. Flashback-urile sunt introduse între capitole și prezentate drept ”note de subsol”, puse în legătură cu prezentul. Printre temele abordate în roman se numără moartea prematură, efectele Războaielor Mondiale asupra familiei și căsniciile nefericite.
Anumite evenimente viitoare, precum moartea lui Gillian, sora lui Ruby, sunt menționate explicit cu mult timp înainte de desfășurarea lor. Astfel, se creează impresia că Ruby este un narator omniscient. Contrastând cu acestea, diverse revelații au loc treptat, explicând legătura dintre generații ori soarta personajelor dispărute.

## Premii
Romanul a câștigat în 1995 premiul Whitbread Book of the Year, iar în 1996 premiul Boeke.